# Calamagrostis deschampsiiformis
Calamagrostis deschampsiiformis är en gräsart som beskrevs av Charles Edward Hubbard. Calamagrostis deschampsiiformis ingår i släktet rör, och familjen gräs.
Artens utbredningsområde är Tristan da Cunha. Inga underarter finns listade i Catalogue of Life.